# Tachiadenus longifolius
Tachiadenus longifolius är en gentianaväxtart som beskrevs av S. Elliot. Tachiadenus longifolius ingår i släktet Tachiadenus och familjen gentianaväxter. Inga underarter finns listade i Catalogue of Life.